# Yezoceryx flavidus
Yezoceryx flavidus là một loài tò vò trong họ Ichneumonidae.